# Helmut Walcha
Helmut Walcha, född 27 oktober 1907 i Leipzig, död 11 augusti 1991 i Frankfurt a. M., var en tysk organist som specialiserat sig på verk av holländska och tyska barockmästare och är känd för sina uttolkningar av Johann Sebastian Bach.

## Biografi
Walcha blev blind vid 19 års ålder efter vaccination mot smittkoppor. Trots sitt funktionshinder  studerade han vid konservatoriet i Leipzig och blev assistent vid Thomaskirche till Günther Ramin, som var professor i orgelspelning vid konservatoriet och kantor på St Thomas'. 
År 1929 fick Walcha en tjänst i Frankfurt am Main på Friedenskirche och förblev Frankfurt trogen under resten av sitt liv. Från 1933 till 1938 han undervisade vid Hochkonservatoriet och 1938 utsågs han till professor i orgelspelning vid Musikhochschule i Frankfurt och 1946 till organist i Dreikönigskirche. Han slutade att framträda offentligt 1981 och hade då bl. a. gjort grammofoninspelningar av Bachs samtliga orgelverk samt ett antal orgelkonserter av Händel.
Walcha gjorde också kompositioner för orgel. Han publicerade fyra volymer av originalkoralpreludier (publicerad av C F Peters och inspelade delvis av, till exempel, Renate Meierjürgen) samt arrangemang för orgel av orkesterverk skrivna av andra. Därtill föreläste han om orgelmusik och komposition (illustrerat av sitt eget spel) vid Hochkonservatoriet och Frankfurt Musikhochschule.

## Arbeten i urval
Kompositioner
Choralvorspiele für Orgel. IV Bände. C.F. Peters, Frankfurt a.M., 1954–1978.
- Band I. 25 Choralvorspiele, 1954 (EP 4850)
- Band II. 20 Choralvorspiele, 1963 (EP 4871)
- Band III. 24 Choralvorspiele, 1966 (EP 5999)
- Band IV. 19 Choralvorspiele und Postludium, 1978 (EP 8413)

Kantater:
- „Lobe den Herren“ (1932)
- „Wo Gott der Herr nicht bei uns hält“ (1933)
- „Wach auf mein Herz, die Nacht ist hin“ (1947)

Inspelningar
- Georg Friedrich Händel, Orgelkonzerte op. 4, Nr. 1-6, B. Schott's Söhne, Mainz, 1940
- Georg Friedrich Händel, Orgelkonzerte op. 7, Nr. 1-6, B. Schott's Söhne, Mainz, 1943
- Johann Sebastian Bach, „Ricercare à 6 voci“ aus dem „Musikalischen Opfer“. Übertragung für Orgel (mit ausführlicher Analyse), C.F. Peters, Frankfurt a.M., 1964
- Johann Sebastian Bach, „Die Kunst der Fuge“, Übertragung für Orgel mit Weiterführung und Beendigung der Schlussfuge, C.F. Peters, Frankfurt a.M., 1967